# Aphanius isfahanensis
Aphanius isfahanensis es una especie de pez de la familia de los ciprinodóntidos en el orden de los ciprinodontiformes.

## Morfología
Los machos pueden alcanzar los 3,1 cm de longitud total.

## Distribución geográfica
Se encuentran en Asia: Irán.